# CatCat
Le CatCat sono un duo musicale finlandese formato nel 1991 dalle sorelle Katja e Virpi Kätkä.
Hanno rappresentato la Finlandia all'Eurovision Song Contest 1994 con il brano Bye Bye Baby.

## Carriera
Katja (1969) e Virpi Kätkä (1972) provengono da Tornio, nel nord della Finlandia. Il loro cognome al plurale in lingua finlandese diventa "Kätkät": da qui la scelta del nome del duo, la cui pronuncia è analoga. Il loro album di debutto eponimo è uscito nel 1992.
Il 5 marzo 1994 hanno partecipato alla selezione eurovisiva finlandese cantando Bye Bye Baby. Sono state decretate vincitrici con oltre 25.000 televoti totalizzati e hanno rappresentato il loro paese all'Eurovision Song Contest 1994 a Dublino, ma il successo in madrepatria non si è ripresentato alla manifestazione europea, dove a votare sono state esclusivamente le giurie: le CatCat sono infatti finite al 22º posto su 25 partecipanti con 11 punti totalizzati (10 dalla Grecia e 1 dalla Bosnia ed Erzegovina).
Nonostante lo scarso successo eurovisivo, le CatCat hanno continuato a godere di riscontri positivi fra il pubblico finlandese, e hanno continuato a pubblicare album e a svolgere tournée nazionali nei decenni successivi.

## Discografia

### Album
- 1992 - CatCat
- 1994 - Bye Bye Baby
- 1994 - Kynttilöiden syttyessä
- 1995 - Enkeli
- 2001 - Yö ja päivä
- 2015 - Kukat kauniit
- 2017 - 25 vuotta

### Raccolte
- 2001 - Parhaat
- 2004 - Hitit
- 2012 - 20 vuotta
- 2019 - Hittikimara

### Singoli
- 1991 - Toimii/Tule vaan
- 1992 - Chicabum
- 1994 - Bye Bye Baby
- 1995 - Kyyneleet
- 1995 - Piirtelet mun sydämeen (Jimmy Dean)
- 2000 - Yö ja päivä
- 2000 - Baila baila
- 2003 - Aurinkotanssija
- 2004 - Ennen kuin meet
- 2011 - Vapaus
- 2016 - Sielun sirpaleet
- 2018 - Bae bae beibi
- 2019 - Jäätyneet perhoset